# Grace Coolidge

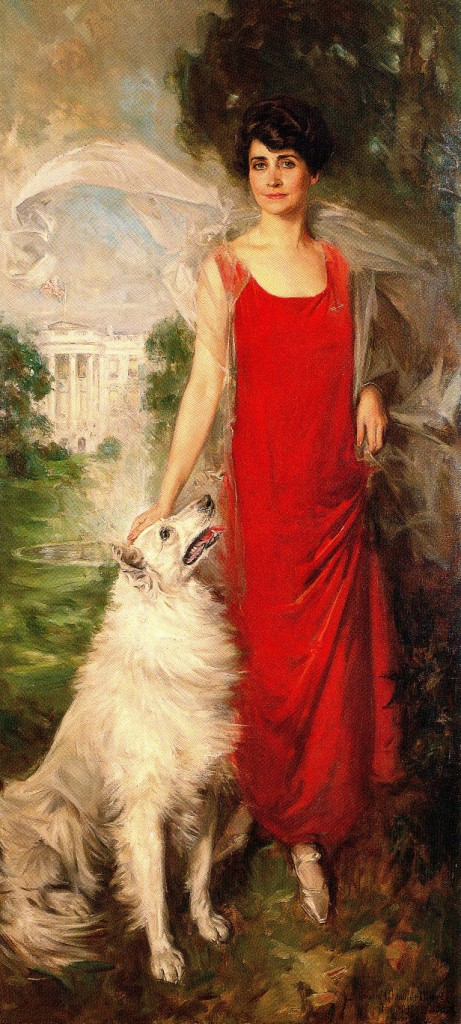
Grace Coolidge (Vita huset-porträtt).

Grace Anna Goodhue Coolidge, född Goodhue den 3 januari 1879 i Burlington, Vermont, död 8 juli 1957 i Northampton, Massachusetts, var en amerikansk presidentfru 1923-1929, gift med republikanen Calvin Coolidge.

## Biografi
Hon var dotter till en maskiningenjör. 1902 tog hon examen vid University of Vermont och arbetade sedan som lärarinna vid en skola för döva.
Hon gifte sig 4 oktober 1905 med Calvin Coolidge, och hon ansågs av många som hans största tillgång. Paret fick två söner. Den äldste, Calvin Junior, avled i blodförgiftning 1924, endast 16 år gammal.
Som USA:s första dam vann hon popularitet på grund av sin värme och charm och sympati efter sin sons död 1924. Hon uttalade sig aldrig i politiska frågor utan figurerade i pressen då hon gav stöd till okontroversiella populära frågor som Röda korset.
Hon avled 8 juli 1957, 24 år efter sin presidentmake.